# Joseph H. Joof (Jurist)
Joseph Henry Joof (* 25. Oktober 1960) ist Jurist und Politiker sowie Schriftsteller im westafrikanischen Staat Gambia.

## Leben
Nach dem Besuch der Grundschule 1974 bis 1978 ging Joof bis 1980 auf die Gambia High School. Danach studierte von 1981 bis 1985 Joof auf der Keele University in England und anschließend auf der Inns of Court School of Law. Von 1985 bis 1986 bildete sich er bei der The Honourable Society of the Inner Temple weiter. 1986 ging Joof als Anwalt nach Gamba zurück.
1992 wurde er Vizepräsident der African Bar Association, 1998 wurde er Präsident der gleichen Organisation. Dieses Amt nahm er bis 2001 wahr. Als Präsident der Gambia Bar Association fungierte er von 1998 bis 2001.
Der Rechtsanwalt Joof wurde im September 2000 von der Nationalversammlung als Mitglied in die Judicial Service Commission ernannt. Diese Kommission untersuchte auch die Studentendemonstrationen im April 2000, bei denen mehrere Teilnehmer von der Polizei getötet wurden.

## Politisches Leben
Am 30. Januar 2001 wurde Joof vom Präsident Jammeh als Generalstaatsanwalt und Justizminister (englisch Attorney General and secretary of state for Justice) ins Kabinett berufen. Er war in dieser Funktion bis September 2003 tätig und trat dann zurück.

## Werke
- The Will. Roman. Roc International, Banjul 1998, OCLC 44112229.
- The Student’s Guide to academic success. Banjul 1998.